# Жером Гіоата
Жером Гіоата (фр. Jérôme Guihoata, нар. 5 червня 1994, Яунде, Камерун) — камерунський футболіст, захисник клубу «Каламата».

## Клубна кар'єра
У дорослому футболі дебютував 2013 року виступами за команду клубу «Тур», в якій провів один сезон, взявши участь у 11 матчах чемпіонату. 
Згодом з 2014 по 2016 рік грав у складі команд «Валансьєнн», «Нім-Олімпік» та «Кретей».
До складу клубу «Паніоніос» приєднався 2016 року, де провів 2 роки.
Наступним клубом гравця став «Каламата», до складу якого приєднався 2020 року.

## Виступи за збірну
2013 року дебютував в офіційних матчах у складі національної збірної Камеруну. Наразі провів у формі головної команди країни 12 матчів.
У складі збірної був учасником Кубка африканських націй 2015 року в Екваторіальній Гвінеї.
Увійшов до складу своєї збірної для участі у Кубку конфедерацій 2017